# Thailands flag
Thailands flag har fem horisontale striber med farverne rød, hvid og blå.
Den blå stribe er dobbelt så tyk i forhold til de 4 andre striber. Dette flag blev indført d. 28. oktober 1917. Den 28. oktober fejres som national flagdag. På thai hedder flaget ธงไตรรงค์  (Thong Trairong), som betyder tre farver. De tre farver symboliserer rød for land og folk, hvid for religion, og blå for kongehuset.

## Historie
Før det tre-farvede flag, var nationen Siam's (Thailands navn før 1939) flag en rød dug med en hvid elefant fra 1855 til 1917, en rød dug med en hvid chakra omkransende en hvid elefant fra ca. 1820 til 1855, en rød dug med en hvid chakra fra ca. 1790 til ca. 1820, og en rød dug fra ca. 1700 til ca. 1790.
Det tre-farvede flag Thong Trairong blev udformet af kong Rama VI, den blå nuance i flaget er en sammenblanding af blå og lilla, hvor blå er monarkiets farve, mens lilla er associeret med Rama VIs fødselsdag (både ugedage og specielle dage er i Thailand ofte associeret med en farve). Vice premierminister (2017), Wissanu Krea-ngam, der tillige er historiker, fortalte i forbindelse med flagets 100-års dag, at kongen fik idéen om at slutte med brugen af nationen Siams røde flag med en hvid elefant, efter et besøg i Uthai Thani-provinsen i forbindelse med en oversvømmelses katastrofe. På den tid var flag sjældne, og folk der ejede et, ville kun anvende det ved særlige lejligheder. Da de lokale beboere hørte, at kongen var kommet, fandt de deres nationale flag frem, men ved en fejl blev et af dem flaget omvendt, med elefantens hoved nedad. Kongen bemærkede det, men nævnte intet.
På sin vej tilbage til hovedstaden Krung Thep (Bangkok) så kongen et alternativt flag med vandrette røde og hvide striber på folks huse, og i forbindelse med hændelsen i Uthai Thani fik han idéen til et nyt flag, i første omgang til handelsflåden. Senere blev centerstriben ændret til indigo-farven. En anden forklaring er, at den hvide og røde farve indgik i de tidligere siamesiske flag gennem århundreder, mens den mørkeblå farve blev valgt for at vise solidaritet med de allierede under 1. verdenskrig, som også havde farverne hvid, blå og rød i deres flag (Siam erklærede krig mod Tyskland og kæmpede på de allieredes side).
Det menes at oprindeligt havde nationen ikke noget nationalt flag (og nationen hed heller ikke Siam, hvilket skyldes en misforståelse blandt de første portugisiske handelsfolk), men omkring år 1700 lagde et fransk skib an ud for fortet Bangkok oppe i Chao Phraya-floden og ventede på de siamesiske officerer skulle vaje deres flag. Da de ikke havde noget flag, brugte officererne i stedet et rødt stykke stof, hvilket medførte at Siams flag blev rødt.
Knap 100 år senere, omkring 1790, da Chakri-dynastiet begyndte, indsatte kong Rama I en hvid chakra i midten af den røde flagdug. Efterfølgende blev nationens flag ændret flere gange under Chakri-dynastiet, kong Rama II indføjede en hvid elefant inde i den hvide chakra, kong Rama IV (Mongkut) ændrede flaget til en rød dug med en hvid elefant, og under kong Rama V (Chulalongkorn) blev elefanten iført regalier.
- Nationens første flag fra ca. 1700 til ca. 1790
- Kong Rama Is flag fra ca. 1790 til ca. 1820
- Kong Rama IIs flag fra ca.1820 til 1855
- Kong Mongkuts flag fra 1855 til 1893, og civilt flag til 1916
- Kong Chulalongkorns flag, som var statsflag fra 1893 til 1917
- Siams flag i 1917
- Siam flag fra 1917 til 1939, og Thailands flag fra 1939

## Kongehusets flag

### Kongelige standarter
| Flag | Dato   | Anvendelse                                 |
| ---- | ------ | ------------------------------------------ |
|      | 1911 - | Thailands konges standart                  |
|      | 1911 - | Thailands dronnings standart               |
|      | 1979 - | Standart for ældre medlemmer af kongehuset |
|      | 1911 - | Kronprinsens standart                      |
|      | 1911 - | Standart for kronprinsens ægtefælle        |
|      | 1911 - | Standart for øvrige prinser                |
|      | 1911 - | Standart for øvrige princesser             |
|      | 1936 - | Standart for Thailands regent              |

### Personlige kongelige flag
| Flag | Dato   | Anvendelse                    |
| ---- | ------ | ----------------------------- |
|      | 1946 - | Kong Bhumibol Adulyadejs flag |
|      | 1950 - | Dronning Sirikits flag        |